# Настії
На́стії, або насти́чні ру́хи (від грец. nastos — «притиснений») — ненаправлені стосовно подразника рухи органів рослин, зумовлені зміною концентрації іонів в їхніх тканинах, зміною тургору клітин, їх ростом тощо. Хоча настії не спрямовані безпосередньо проти зовнішніх факторів, пусковим механізмом для них слугують зміни певних параметрів навколишнього середовища. Настії слід відрізняти від тропізмів (тропічних рухів), які завжди обумовлені безпосередньою дією того чи іншого чинника зовнішнього середовища.

## Види
По відношенню до чинників, які спричинюють рухи, настії поділяють на негативні та позитивні. Відповідно, негативні настії виникають, коли інтенсивність чинника зменшується (наприклад, квіти тютюну Сандера розкриваються ввечері зі зменшенням освітленості), а позитивні — коли, інтенсивність чинника збільшується (наприклад, квіти кульбаби лікарської розкриваються при яскравому освітленні).

Сейсмонастії мімози сором'язливої (у реальному часі)

Залежно від типу чинника, що запускає подібні рухи, виділяють такі види настій:
- автонастії — ритмічні рухи листків, не пов'язані з жодним із зовнішніх чинників і зумовлені виключно нерівномірним ростом клітин на різних боках листка. Зазвичай такі рухи дуже повільні і не фіксуються неозброєним оком, втім їх можна побачити на прискореному відеозаписі, наприклад, у Pachystachys lutea;
- термонастії — рухи, спричинені лише зміною температури. Квіти тюльпанів і шафранів розкриваються в теплі і закриваються на холоді. Це пов'язано з тим, що при підвищеній температурі швидше ростуть клітини на внутрішньому боці пелюсток, а при низькій швидше розвиваються клітини зовнішнього боку;
- фотонастії — рухи, спричинені лише зміною освітленості. Квіти кульбаб, тирличів розкриваються лише за ясної погоди, ввечері або при захмареному небі вони залишаються закритими, фотонастичні рухи також притаманні листкам квасениць, квасолі, конюшини;
- ніктінастії — рухи, спричинені одночасною зміною температури й освітленості, яка зазвичай відбувається при зміні дня і ночі. Ніктінастії можуть проявлятися як рух листків (наприклад, у деяких Бобових) або як рух пелюсток (вищенаведений приклад з тютюном Сандера);
- сейсмонастії, або гаптонастії — рухи, зумовлені струсом тих чи інших органів, причому сам струс не спричинює стійкої зміни положення цих органів, а лише дає поштовх для настій. Найвідоміші приклади сейсмонастій — складання листочків мімозою сором'язливою, різними видами квасениць, яке спостерігається через кілька секунд або хвилин після доторку. Також гаптонастичні рухи можна спостерігати у хижих рослин, наприклад, квіти непентесів закриваються після подразнення комахою, що заповзла усередину глекоподібного віночка;
- травмонастії — механізм цих рухів наближений до сейсмонастій, тільки він запускається не при обережному доторку, а при ушкоджені тканин;
- геонастії — рухи, спричинені зміною сили тяжіння;
- гідронастії — рухи, спричинені зміною рівня забезпеченості водою;
- хемонастії — рухи, спричинені зміною концентрації хімічних речовин. Наприклад, листки росичок закриваються після потрапляння на них комах. На перший погляд такі реакції схожі на сейсмонастії, але дослідження показали, що листки реагують більше на наявність певних білків тваринного походження, ніж на рухи самої комахи.